# Preobraženskoe (Mosca)
Il quartiere Preobraženskoe (in russo Район Преображенское?) è un quartiere di Mosca sito nel Distretto Orientale.
Prende il nome dall'omonimo abitato che sorgeva in passato nell'area e di cui si ha testimonianza a partire dal 1661. Nella zona ebbero residenza Alessio I di Russia e Pietro I di Russia, che vi visse gli anni d'infanzia.
Il quartiere ospita l'omonimo cimitero monumentale.